# Valéria Gyenge
Valéria Gyenge (Boedapes, 3 april 1933) is een voormalig Hongaars zwemmer.

## Biografie
Gyenge won tijdens de Olympische Zomerspelen van 1952 de gouden medaille op de 400m vrije slag.
Op de Europese kampioenschappen zwemmen 1954 won zij samen met haar ploeggenoten de 4x100m vrije slag estafette en individueel zilver op de 400m vrije slag.
Tijdens de Olympische Zomerspelen van 1956 won zij geen medailles

## Internationale toernooien
| Jaar | Olympische Spelen                                              | Europese kampioenschappen zwemmen   |
| ---- | -------------------------------------------------------------- | ----------------------------------- |
| 1952 | 400m vrije slag                                                |                                     |
| 1954 |                                                                | 400m vrije slag · 4x100m vrije slag |
| 1956 | 11e 100m vrije slag 8e 400m vrije slag>br>7e 4x100m vrije slag |                                     |

1924: Martha Norelius ·
1928: Martha Norelius ·
1932: Helene Madison ·
1936: Rie Mastenbroek ·
1948: Ann Curtis ·
1952: Valéria Gyenge ·
1956: Lorraine Crapp ·
1960: Chris von Saltza ·
1964: Ginny Duenkel ·
1968: Debbie Meyer ·
1972: Shane Gould ·
1976: Petra Thümer ·
1980: Ines Diers ·
1984: Tiffany Cohen ·
1988: Janet Evans ·
1992: Dagmar Hase ·
1996: Michelle Smith ·
2000: Brooke Bennett ·
2004: Laure Manaudou ·
2008: Rebecca Adlington ·
2012: Camille Muffat ·
2016: Katie Ledecky ·
2020: Ariarne Titmus ·
2024: Ariarne Titmus